# Przytoczna
Przytoczna (pol. hist. „Przetoczno” , niem. Prittisch) – wieś w Polsce w województwie lubuskim, w powiecie międzyrzeckim, siedziba gminy wiejskiej Przytoczna.

## Położenie
Wieś położona jest w dolinie strumienia Dłuska Struga, pomiędzy jeziorami Przytoczno i Nadolnym, 12 km na wschód od Skwierzyny, przy drodze krajowej nr 24. Znajdują się tutaj przystanek PKS, sklepy, restauracje, bary, warsztaty samochodowe i schronisko turystyczne przy Gminnym Ośrodku Kultury i Sportu. Ze względu na atrakcyjną lokalizację wśród pól uprawnych, lasów i jezior miejscowość posiada walory turystyczne.

## Historia
Miejscowość pierwotnie związana była z Wielkopolską. Ma metrykę średniowieczną i istnieje co najmniej od XIV wieku. W 1393 źródła archiwalne odnotowały odmiejscowe nazwisko związane z miejscowością: „Przettoczszky”. Po raz pierwszy wieś wymieniana w łacińskojęzycznym dokumencie z 1397 pod nazwą „Przetoczno”, 1397 „Pretoczno”, 1397 nazwisko: „Pzretoczka”, 1399 „Przetoczna”, 1405 „Prestoczno, Przestoczno”, 1424 „Przethoczno”, 1437 nazwisko: „Prethoczenssky”, 1467 „Przethoczna”, 1538 „Przithoczno”, 1944 „Prittisch” .
Miejscowość była wsią szlachecką należącą do lokalnej szlachty. W 1397 dziedzicem był Stanisław Stosz syn Świętomira i Jadwigi. Od 1420 była siedzibą własnej parafii i posiadała kościół. W 1444 miejscowość należała do powiatu poznańskiego Korony Królestwa Polskiego. W 1510 leżała w dekanacie międzyrzeckim .
Wieś wspominały liczne historyczne dokumenty prawne, własnościowe i podatkowe, które pozostawiły historyczny obraz miejscowości. W 1443 woźny sądowy zeznał, że odnowił granice oraz potwierdził kopce graniczne pomiędzy dziedziną Przytoczna należącą do braci Marcina i Jana oraz Lubikowem własnością Dobiesława Mrowińskiego. W 1536 w akcie podziału wsi Brzeźno wspomniano drogę prowadzącą do wsi Przetoczno o nazwie „droga przetocka”. W 1469 Przytoczną wymieniono wśród wsi, które zasądzono na karę 14 grzywien z powodu niezapłacenia wiardunków królewskich i niedopuszczenia do ich egzekucji. W 1508 odbył się pobór podatku z części wsi należącej do Sędziwoja Przetockiego oraz jego braci: od 3 łanów i od karczmy 6 groszy. Z części Jana Młodszego 6 groszy od 2 łanów oraz od karczmy. W 1563 osada płaciła dziesięcinę biskupowi poznańskiemu. Pobór odbył się od 15 łanów, 4 karczm dorocznych, kowala, młyna o jednym kole wodnym. W 1564 w Przytocznej odnotowano 13 łanów. W 1577 miał miejsce pobór podatków od właścicieli ziemskich we wsi m.in. Abrama Kręskiego. W 1580 pobór płaciła Jadwiga Przetocka od 6 półłanków, 6 zagrodników, dwóch komorników po 8 groszy, od owczarza wypasającego 60 owiec, 1/4 łana karczmarskiego, 14 komorników po 2 grosze oraz od krawca. Ze swojej części Stanisław Przetocki płacił od 2 półłanków, 3 zagrodników, młyna dorocznego o 1 kole. Z części Jana Kręskiego pobrano opłaty od 1,5 łana, 5 zagrodników, 4 komorników, rataja (najemnego robotnika) od pługa, kowala, 1/4 łana karczmarskiego, od owczarza wypasającego 30 owiec oraz drugiego owczarza mającego 70 owiec. Z części Abrahama Kręskiego pobrano podatek od 3 łanów, 2 zagrodników po 6 gr, 4 zagrodników po 4 gr, jednego zagrodnika 6 gr, 4 komorników, 2 rzemieślników, 1/4 łana karczmarskiego, od owczarza wypasającego 75 owiec. W 1581 pobór ze swoich majętności we wsi płacili Jan Kreski i Stanisław Potocki .
W 1580 wieś szlachecka Przetoczno położona była w powiecie poznańskim województwa poznańskiego w Rzeczypospolitej Obojga Narodów. W 1580 r. właścicielami wsi byli Jadwiga i Stanisław Przetoccy oraz Jan i Abraham Kręscy. Późniejszymi właścicielami byli Brezowie, Zakrzewscy, Bojanowscy i Gliszczyńscy. W 1640 r. istniały tu szkoła i szpital – ufundowany przez dziedziczkę Brezinę. Pod koniec XVIII w. Przytoczna była miasteczkiem, w którym odbywało się 5 jarmarków rocznie. Po II rozbiorze Polski w 1793 r. Przytoczna znalazła się pod panowaniem Prus. W latach 1807–1815 należała do Księstwa Warszawskiego.

Historyczny herb miejscowości

W okresie Wielkiego Księstwa Poznańskiego (1815–1848) miejscowość należała do wsi większych w ówczesnym pruskim powiecie Międzyrzecz w rejencji poznańskiej. Przytoczna należała do okręgu rokitnickiego tego powiatu i stanowiła odrębny majątek, którego właścicielem był Brökere. Według spisu urzędowego z 1837 roku wieś liczyła 515 mieszkańców, którzy zamieszkiwali 58 dymów (domostw). W skład majątku Przytoczna wchodziły wówczas także: folwark Nowopole (3 domy, 30 osób), Przedni młyn (1 dom, 6 osób), folwark Dębowiec (7 domów, 80 osób), folwark Kwiece (3 domy, 26 osób) oraz kolonia Dębogóra (11 domów, 84 osoby).
U schyłku XIX w. istniały tu 2 kościoły, 2 młyny, 2 szkoły (katolicka i ewangelicka), fabryka syropu i 5 gorzelni. W 1936 r. Przytoczną umieszczono na liście miejscowości wypoczynkowych – kurortów.
W Przytocznej istniały trzy kościoły: katolicki, ewangelicki i nowoapostolski. Pierwszy kościół katolicki powstał przed 1510 r., zniszczony w wyniku pożaru został odbudowany staraniem wojewody kaliskiego Jędrzeja Zakrzewskiego ok. 1740 r. Współczesna neogotycka świątynia pochodzi z lat 1870–1871. Kościół protestancki wzniesiono ok. 1600 r. z drewna, w 1856 r. zbudowano kościół murowany, który w latach 1971–1977 przebudowano na dom kultury.
W latach 1954-1972 wieś była siedzibą gromady Przytoczna, po reformie gminy Przytoczna. W latach 1975–1998 miejscowość administracyjnie należała do województwa gorzowskiego.
We wsi jest przystanek kolejowy Przytoczna.

## Zabytki

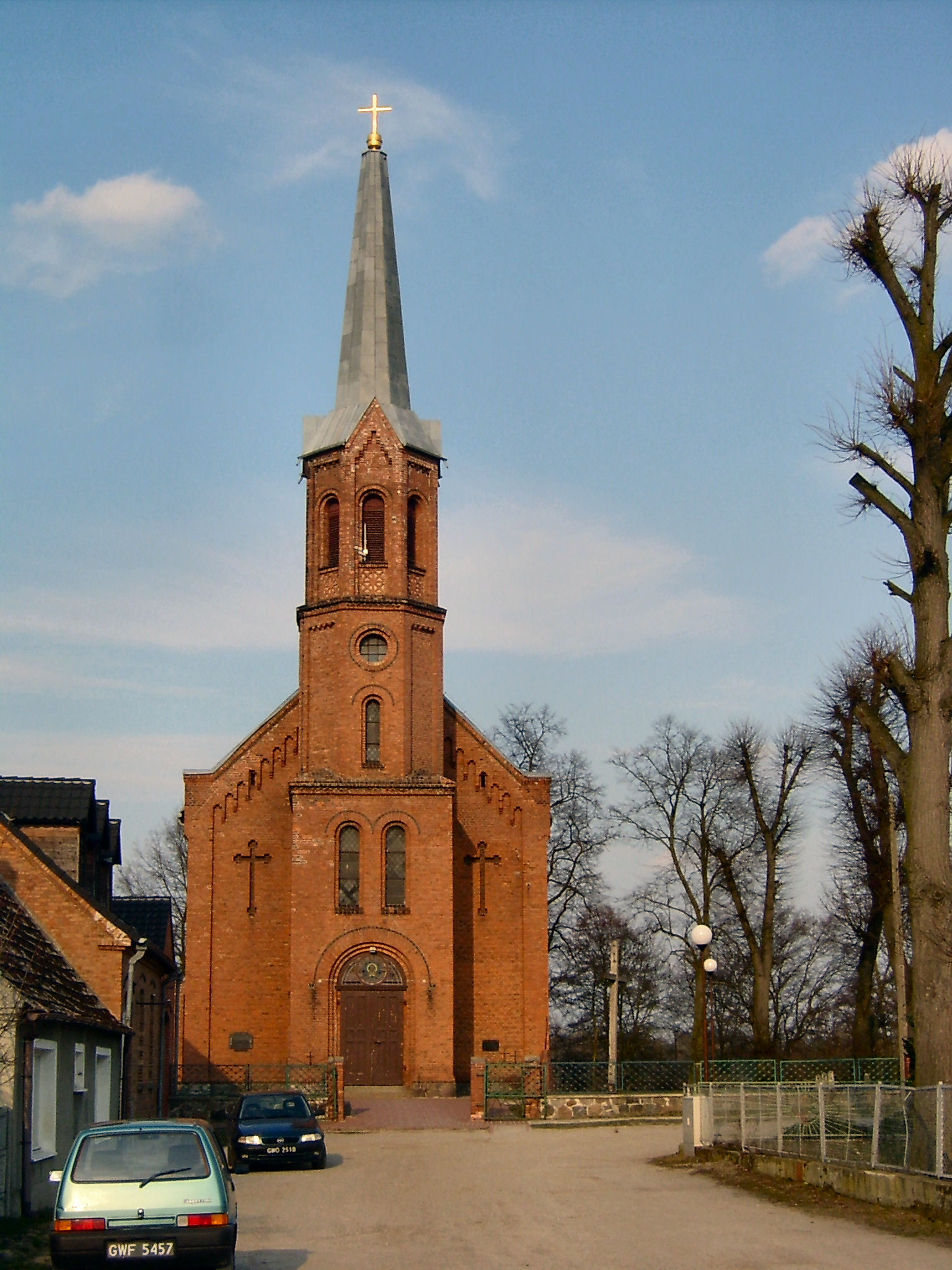
Neogotycki kościół w Przytocznej

Do wojewódzkiego rejestru zabytków wpisane są:
- zespół pałacowy z przełomu XVIII i XIX wieku:
  - pałac – dwór barokowy z drugiej połowy XVIII w., rozbudowany w pierwszej połowie XX w. o piętrowe skrzydło;
  - park przy dworze z połowy XVIII w. o powierzchni 10 ha;
- dom przy ulicy Dworcowej 24 z XIX wieku.

Inne zabytki:
- kościół wybudowany w latach 1870–1871 w stylu neogotyckim, w prezbiterium barokowy ołtarz główny i obraz Trójcy Świętej z XIX w.

## Wspólnoty wyznaniowe
- Kościół rzymskokatolicki:
  - parafia Trójcy Świętej
- Świadkowie Jehowy:
  - zbór (Sala Królestwa)[9]

## Sport
We wsi swą siedzibę ma Gminny Klub Sportowy Zjednoczeni Przytoczna, założony w 1946 roku, prowadzący jedną sekcję (piłki nożnej mężczyzn). Drużyna seniorów aktualnie występuje w gorzowskiej klasie okręgowej i rozgrywa mecze na Stadionie Sportowym, zlokalizowanym przy ulicy Głównej.

## Święto Pomidora
W sierpniu 2007 zorganizowano w Przytocznej premierową edycję Święta Pomidora. Idea stworzenia lokalnej imprezy pod tą nazwą wiąże się z dominacją tego produktu wśród wszystkich uprawianych w gminie. W ramach drugiej edycji (w 2008), po raz pierwszy odbyła się – wzorowana na słynnej, hiszpańskiej Tomatinie – „bitwa pomidorowa”, która z miejsca stała się największą atrakcją święta (za każdym razem ma ona nową aranżację i unikalny scenariusz). Impreza odbywa się corocznie – w ostatni, bądź przedostatni weekend sierpnia – a z lokalnego festynu stała się wydarzeniem przyciągającym wielu turystów i ogólnopolskie media.